# Bass Extremes
Bass Extremes est le nom du résultat du travail des bassistes Victor Wooten et Steve Bailey. Il est sorti en CD, en vidéo et en tablature. Les tablatures ont été transcrites par Roy Vogt.
Le projet Bass Extremes inclut également le batteur Derico Watson et le bassiste Oteil Burbridge.

## Discographie
- Cookbook (1998)
- Just Add Water (2001)